# Oto-Pamean
Otomian (Oto-Pamean), porodica indijanskih jezika i plemena iz Meksika, koja čini dio Velike porodice Oto-Manguean. Porodica Otomian nosi ime po plemenu Otomí a granaju se u četiri grane: Mazahua (danas 2 jezika), žive u Michoacánu i državi México; Ocuiltecan ili Matlatzincan, država México; Otomí (9 jezika) koji se govore u državama Hidalgo, Guanajuato, država México i Querétaro; i Pamean s Pame u San Luis Potosi i Hidalgo i Meco, Jonaz i Tonaz u Guanajuatu. Ova tri posljednja ponekad se nazivaju i kao Chichimec, i vode se kao posebna grana Oto-Pamean porodice. Otomian jezicima u suvremeno doba služi se 596,000 ljudi. 

## Vanjske poveznice
- Ethnologue (14th)
- Ethnologue (15th)
- Otopamean Family  Arhivirana inačica izvorne stranice od 19. kolovoza 2006. (Wayback Machine)